# Djupa dalen
Djupa dalen är ett naturreservat i Hällefors och Karlskoga kommuner i Örebro län.
Området är naturskyddat sedan 2009 och är 58 hektar stort. Reservatet består av natur kring Dypottsbäcken med gammal barr- och lövskog. i sydöstra delen finns myrar, Ängstjärnen och sumpskog.